# Egipt na Letnich Igrzyskach Olimpijskich 1936
Egipt na Letnich Igrzyskach Olimpijskich w 1936 roku reprezentowało 53 zawodników (wszyscy mężczyźni) w 10 dyscyplinach. Zdobyli oni łącznie 5 medali (w tym 2 złote), i uplasowali swój kraj na 19. miejscu w klasyfikacji medalowej.
Był to piąty start Egiptu w tej imprezie. Chorążym Ekipy był szermierz Fathallah Abdel Rahman.

## Medaliści

### Złote
| Zawodnik      | Dyscyplina           | Konkurencja           |
| ------------- | -------------------- | --------------------- |
| Chadr at-Tuni | Podnoszenie Ciężarów | Waga średnia mężczyzn |
| Anwar Misbah  | Podnoszenie Ciężarów | Waga lekka mężczyzn   |

### Srebrne
| Zawodnik      | Dyscyplina           | Konkurencja            |
| ------------- | -------------------- | ---------------------- |
| Saleh Soliman | Podnoszenie Ciężarów | Waga piórkowa mężczyzn |

### Brązowe
| Zawodnik      | Dyscyplina           | Konkurencja               |
| ------------- | -------------------- | ------------------------- |
| Ibrahim Wasif | Podnoszenie Ciężarów | Waga lekkociężka mężczyzn |
| Ibrahim Szams | Podnoszenie Ciężarów | Waga piórkowa mężczyzn    |

## Wyniki reprezentacji

### Boks

#### Mężczyźni
| Zawodnik                 | Konkurencja                   | 1/16 finału                 | 1/8 finału               | Ćwierćfinały     | Półfinały        | Finał            | Pozycja  |
| Zawodnik                 | Konkurencja                   | Przeciwnik Wynik            | Przeciwnik Wynik         | Przeciwnik Wynik | Przeciwnik Wynik | Przeciwnik Wynik | Pozycja  |
| ------------------------ | ----------------------------- | --------------------------- | ------------------------ | ---------------- | ---------------- | ---------------- | -------- |
| Mahmoud Ezzat            | waga musza (do 50,802 kg)     | BYE                         | William Passmore Porażka | NQ               | NQ               | NQ               | 9.- 15.  |
| Khalil Amira El-Maghrabi | waga piórkowa (do 57,152 kg)  | Josef Miner Porażka         | NQ                       | NQ               | NQ               | NQ               | 16.- 24. |
| Kosta Hakim              | waga lekka (do 61,237 kg)     | Andre Rasenberg Zwycięstwo  | Carlos Lillo Porażka     | NQ               | NQ               | NQ               | 9.- 16.  |
| Mohamed Amin             | waga półciężka (do 79,378 kg) | Carl Vinciquerra Zwycięstwo | Robey Leibbrandt Porażka | NQ               | NQ               | NQ               | 9.- 15.  |

### Koszykówka

#### Mężczyźni

##### Skład[13]
- Abdel Moneim Wahibi
- Albert Tadros
- Edward Risk Allah
- Gamal El-Din Sabri
- Jwani Riad Noseir
- Kamal Riad Noseir
- Rashad Shafshak

##### Mecze
| Faza turnieju     | Przeciwnik | Data       | Wynik |
| ----------------- | ---------- | ---------- | ----- |
| Runda 1.          | Peru       | 07.08.1936 | 23:35 |
| Baraże o 2. rundę | Turcja     | 08.08.1936 | 33:23 |
| Runda 2.          | Urugwaj    | 09.08.1936 | 23:36 |
| Baraże o 3. rundę | Meksyk     | 10.08.1936 | 10:32 |

Końcowy wynik: 15. pozycja

### Lekkoatletyka

#### Konkurencje biegowe

##### Mężczyźni
| Zawodnik                | Konkurencja    | Eliminacje | Eliminacje | Ćwierćfinały | Ćwierćfinały | Półfinały | Półfinały | Finał | Finał   |
| Zawodnik                | Konkurencja    | Czas       | Pozycja    | Czas         | Pozycja      | Czas      | Pozycja   | Czas  | Pozycja |
| ----------------------- | -------------- | ---------- | ---------- | ------------ | ------------ | --------- | --------- | ----- | ------- |
| George Fahoum           | Bieg na 100 m  | Nieznany   | 4.         | NQ           | NQ           | NQ        | NQ        | NQ    | NQ      |
| George Fahoum           | Bieg na 200 m  | Nieznany   | 4.         | NQ           | NQ           | NQ        | NQ        | NQ    | NQ      |
| Mohamed Ebeid           | Bieg na 400 m  | 50.5       | 4.         | NQ           | NQ           | NQ        | NQ        | NQ    | NQ      |
| Mohamed Ahmed Abu Sobea | Bieg na 5000 m | Nieznany   | 13.        | —            | —            | —         | —         | NQ    | NQ      |

#### Konkurencje techniczne
| Zawodnik       | Konkurencja    | Eliminacje | Eliminacje | Finał | Finał   |
| Zawodnik       | Konkurencja    | Wynik      | Pozycja    | Wynik | Pozycja |
| -------------- | -------------- | ---------- | ---------- | ----- | ------- |
| Ibrahim Okasha | Rzut Oszczepem | 58 m       | 17.        | NQ    | NQ      |

### Piłka Nożna

#### Mężczyźni

##### Skład
- Wagih El-Kashef
- Ali Kaf
- Abdel-Karim Sakr
- Hassan El-Far
- Labib Mahmoud
- Mokhtar El-Tetsh
- Mohamed Latif
- Moustafa Kamel Mansour
- Moustafa Kamel Taha
- Ibrahim Halim

##### Mecze
| Faza turnieju | Przeciwnik | Data       | Wynik |
| ------------- | ---------- | ---------- | ----- |
| Runda 1.      | Austria    | 05.08.1936 | 1:3   |

Końcowy wynik: 9. miejsce

### Pływanie

#### Mężczyźni
| Zawodnik                                                 | Konkurencja             | Eliminacje | Eliminacje | Półfinały | Półfinały | Finał | Finał   |
| Zawodnik                                                 | Konkurencja             | Czas       | Pozycja    | Czas      | Pozycja   | Czas  | Pozycja |
| -------------------------------------------------------- | ----------------------- | ---------- | ---------- | --------- | --------- | ----- | ------- |
| Zaki Saad al-Dine                                        | 100 m stylem dowolnym   | 1:03.7     | 4.         | NQ        | NQ        | NQ    | NQ      |
| Mahmoud Kadri                                            | 100 m stylem dowolnym   | 1:03.8     | 6.         | NQ        | NQ        | NQ    | NQ      |
| Mohamed Hassanein                                        | 200 m stylem klasycznym | 2:58.9     | 5.         | NQ        | NQ        | NQ    | NQ      |
| Higazi Said Ibrahim Fadl Mahmoud Kadri Zaki Saad al-Dine | 4x200 m stylem dowolnym | 10:05.3    | 5.         | —         | —         | NQ    | NQ      |

### Podnoszenie Ciężarów

#### Mężczyźni
| Zawodnik                | Konkurencja                   | Wyciskanie | Wyciskanie | Rwanie   | Rwanie  | Podrzut  | Podrzut | Suma     | Suma    |
| Zawodnik                | Konkurencja                   | Wynik      | Pozycja    | Wynik    | Pozycja | Wynik    | Pozycja | Wynik    | Pozycja |
| ----------------------- | ----------------------------- | ---------- | ---------- | -------- | ------- | -------- | ------- | -------- | ------- |
| Saleh Soliman           | Waga piórkowa (do 60 kg)      | 85 kg      | 4.         | 95 kg    | 3.      | 125 kg   | 1.      | 305 kg   | [ 32 ]  |
| Ibrahim Szams           | Waga piórkowa (do 60 kg)      | 80 kg      | 7.         | 95 kg    | 3.      | 125 kg   | 1.      | 300 kg   | [ 32 ]  |
| Anwar Misbah            | Waga lekka (do 67,5 kg)       | 92,5 kg    | 7.         | 105 kg   | 1.      | 145 kg   | 1.      | 342,5 kg | [ 36 ]  |
| El-Sayed Ibrahim Masoud | Waga lekka (do 67,5 kg)       | 90 kg      | 8.         | 100 kg   | 2.      | 132,5 kg | 3.      | 322,5 kg | 6.      |
| Chadr at-Tuni           | Waga średnia (do 75 kg)       | 117,5 kg   | 1.         | 120 kg   | 1.      | 150 kg   | 1.      | 387,5 kg | [ 40 ]  |
| Ibrahim Wasif           | Waga lekkociężka (do 82,5 kg) | 100 kg     | 6.         | 110 kg   | 2.      | 150 kg   | 1.      | 360 kg   | [ 44 ]  |
| Mohamed Ahmed Geisa     | Waga lekkociężka (do 82,5 kg) | 95 kg      | 12.        | 110 kg   | 2.      | 142,5 kg | 6.      | 347,5 kg | 8.      |
| Hussein Moukhtar        | Waga ciężka (ponad 82,5 kg)   | 112,5 kg   | 7.         | 122,5 kg | 3.      | 160 kg   | 2.      | 395 kg   | 5.      |

### Skoki do wody

#### Mężczyźni
| Zawodnik            | Konkurencja    | Punktacja za skok | Punktacja za skok | Punktacja za skok | Punktacja za skok | Punktacja za skok | Punktacja za skok | Punktacja za skok | Punktacja za skok | Punktacja za skok | Punktacja za skok | Wynik końcowy | Pozycja |
| Zawodnik            | Konkurencja    | 1                 | 2                 | 3                 | 4                 | 5                 | 6                 | 7                 | 8                 | 9                 | 10                | Wynik końcowy | Pozycja |
| ------------------- | -------------- | ----------------- | ----------------- | ----------------- | ----------------- | ----------------- | ----------------- | ----------------- | ----------------- | ----------------- | ----------------- | ------------- | ------- |
| Ismael Ramzi        | Trampolina 3 m | 13.68             | 11.73             | 13.68             | 12.32             | 11.34             | 12.6              | 51.41             | 51.41             | 51.41             | 51.41             | 121,67        | 11.     |
| Ahmed Ibrahim Kamel | Trampolina 3 m | 7.92              | 9.52              | 11.02             | 10.24             | 8.28              | 12                | 38.7              | 38.7              | 38.7              | 38.7              | 105,02        | 19.     |
| Rauf Abdul Seoud    | Platforma 10 m | 7.04              | 6.72              | 12.96             | 9.5               | 15.62             | 13.2              | 9.66              | 13.76             | —                 | —                 | 88,78         | 12.     |
| Khalil Ibrahim      | Platforma 10 m | 5.5               | 5.52              | 7.2               | 9.12              | 15.4              | 14.96             | 15.64             | 11.02             | —                 | —                 | 88.08         | 13.     |

### Strzelectwo

#### Mężczyźni
| Zawodnik       | Konkurencja                  | Wynik                   |
| -------------- | ---------------------------- | ----------------------- |
| Krikor Agathon | Pistolet szybkostrzelny 25 m | Odpadł w kwalifikacjach |

### Szermierka

#### Mężczyźni
| Zawodnik                                                             | Konkurencja          | 1. runda                | 1. runda         | 2. runda                | 2. runda         | Ćwierćfinały            | Ćwierćfinały     | Półfinały               | Półfinały        | Finał                   | Finał            |
| Zawodnik                                                             | Konkurencja          | Bilans pojedynków Z – P | Pozycja w tabeli | Bilans pojedynków Z – P | Pozycja w tabeli | Bilans pojedynków Z – P | Pozycja w tabeli | Bilans pojedynków Z – P | Pozycja w tabeli | Bilans pojedynków Z – P | Pozycja w tabeli |
| -------------------------------------------------------------------- | -------------------- | ----------------------- | ---------------- | ----------------------- | ---------------- | ----------------------- | ---------------- | ----------------------- | ---------------- | ----------------------- | ---------------- |
| Mahmoud Abdin                                                        | Floret indywidualnie | 5-1                     | 2. Q             | 2-1                     | 4. Q             | 1-4                     | 5.               | NQ                      | NQ               | NQ                      | NQ               |
| Mauris Shamil                                                        | Floret indywidualnie | 1-6                     | 7.               | NQ                      | NQ               | NQ                      | NQ               | NQ                      | NQ               | NQ                      | NQ               |
| Anwar Tawfik                                                         | Floret indywidualnie | 1-5                     | 7.               | NQ                      | NQ               | NQ                      | NQ               | NQ                      | NQ               | NQ                      | NQ               |
| Mahmoud Abdin Mauris Shamil Hassan Tawfik Anwar Tawfik               | Floret drużynowo     | 0-2                     | 3.               | —                       | —                | NQ                      | NQ               | NQ                      | NQ               | NQ                      | NQ               |
| Marcel Boulad                                                        | Szpada indywidualnie | 4-0                     | 5. Q             | —                       | —                | 3-0                     | 8.               | NQ                      | NQ               | NQ                      | NQ               |
| Mahmoud Abdin                                                        | Szpada indywidualnie | 4-0                     | 6.               | —                       | —                | NQ                      | NQ               | NQ                      | NQ               | NQ                      | NQ               |
| Mauris Shamil                                                        | Szpada indywidualnie | 1-0                     | 8.               | —                       | —                | NQ                      | NQ               | NQ                      | NQ               | NQ                      | NQ               |
| Marcel Boulad Mahmoud Abdin Mauris Shamil Hassan Tawfik Anwar Tawfik | Szpada drużynowo     | 1-0                     | 2. Q             | —                       | —                | 0-2                     | 4.               | NQ                      | NQ               | NQ                      | NQ               |
| Mohamed Abdel Rahman                                                 | Szabla indywidualnie | 2-5                     | 7.               | —                       | —                | NQ                      | NQ               | NQ                      | NQ               | NQ                      | NQ               |

### Zapasy

#### Mężczyźni

##### Styl klasyczny
| Zawodnik        | Konkurencja               | Eliminacja         | Pozycja |
| --------------- | ------------------------- | ------------------ | ------- |
| Ali Erfan       | Waga kogucia (-56 kg)     | W rundzie trzeciej | NN      |
| Imam Hassan Ali | Waga lekka (61 – 66 kg)   | W rundzie trzeciej | NN      |
| Ibrahim Orabi   | Waga średnia (72 – 79 kg) | W rundzie czwartej | 5.      |